# Teatergatan

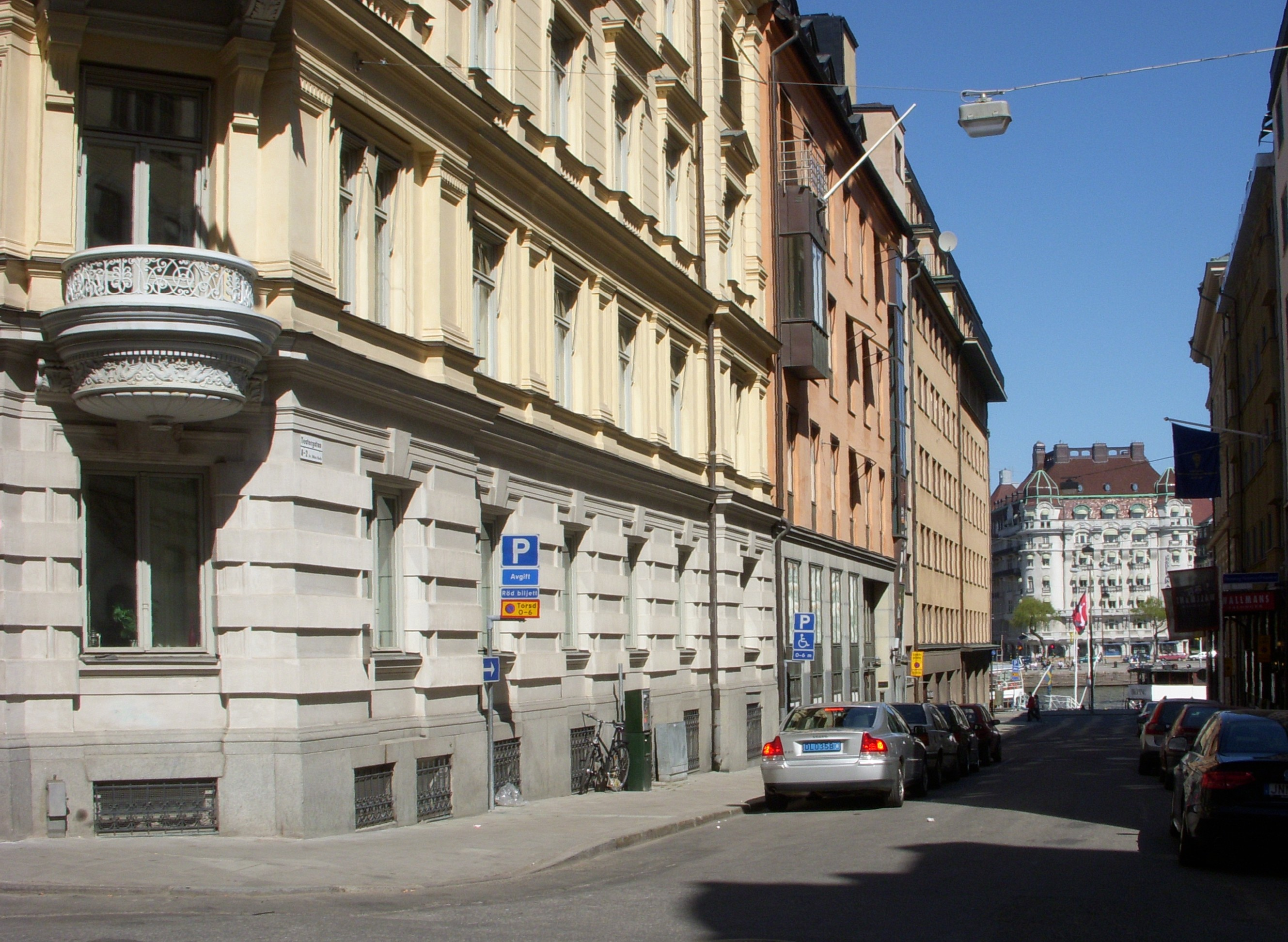
Teatergatan mot norr.

Teatergatan är en gata på Blasieholmen i Stockholm, den sträcker sig i nord-sydlig riktning från Nybrokajen till Blasieholmsgatan.
Namnet härrör från Svenska Teatern som låg vid Blasieholmsgatan 4. Teatern brann ner 1925. Idag finns  Wallmans salonger vid Teatergatan 3. Drottning Victorias Örlogshem ligger på Teatergatan 3. 